# After All
«After All» es una canción escrita por el músico británico David Bowie para su álbum de 1970, The Man Who Sold the World. Una de las numerosas canciones escritas por Bowie a inicios de los años 1970, reflejando la influencia de Friedrich Nietzsche y Aleister Crowley. La canción ha sido descrita por David Buckley como la “gema oculta del álbum” y por Nicholas Pegg como “una de las  canciones más infravaloradas de Bowie”.

## Música y letra
«After All» es una canción sobre inocencia y experiencia. Bowie había cantado sobre la infancia en una de sus primeras canciones, «There Is a Happy Land» de su álbum debut homónimo de 1967. Así como gran parte de The Man Who Sold the World, su letra está imbuida con la filosofía Übermensch de Nietzsche (“Man is an obstacle, sad as the clown”). El verso “Live til your rebirth and do what you will” es a menudo citado como un homenaje al ocultista Aleister Crowley y su frase, “Do what thou wilt”.
Su estilo fue inspirado en la “melancolía un poco siniestra y mesurada" de las canciones que Bowie recordaba de su infancia, como «Inchworm» de Danny Kaye. Con respecto al arreglo de la música, el productor Tony Visconti dijo: “La canción básica y la línea «oh by jingo» fueron ideas de David. El resto era Ronson y yo compitiendo por el siguiente overdub”.

## Legado
Al igual que con «All the Madmen» del álbum, la atmósfera gótica de «After All» ha sido citada como una influencia significativa en bandas tales como Siouxsie and the Banshees, The Cure y Bauhaus.

## Otras versiones
- Human Drama – Pinups (1993)
- The Mission – Goth Oddity: A Tribute to David Bowie (1996)
- Ventilator – Crash Course for the Ravers: A Tribute to the Songs of David Bowie (1996)
- Tori Amos – Strange Little Girls (2001)

## Créditos
Créditos adaptados desde las notas del álbum.
- David Bowie – voz principal y coros, guitarra acústica, órgano, saxofón, estilófono[1]
- Tony Visconti – bajo eléctrico, flauta dulce
- Mick Ronson – guitarra eléctrica y acústica
- Mick Woodmansey – batería, percusión
- Ralph Mace – sintetizador Moog[1]